# 西村 (太原市)
西村为中国山西省太原市尖草坪区向阳镇下辖的一个村，位于康西公路、柴西公路与新兰路交汇处，西与上兰村相邻，是傅山故里，为纪念傅山，开发旅游，村内现建有中华傅山园。